# انوا
انوا (به فرانسوی: Anvin) یک کمون در فرانسه است که در پا-دو-کاله واقع شده‌است. انوا ۷٫۸۳ کیلومتر مربع مساحت دارد ۶۰ متر بالاتر از سطح دریا واقع شده‌است.